# Ouche
Ouche é um rio localizado na França.